# Otto Wilhelm Hermann von Abich
Otto Wilhelm Hermann von Abich (Berlín, 11 de desembre de 1806 – Viena, 1 de juliol de 1886) va ser un mineralogista, geòleg, professor, i botànic alemany.

## Vida i obra
En 1842 va ser nomenat professor de mineralogia a la Universitat de Dorpat (Tartu). Els seus estudis se centren en la geologia i en la mineralogia del Caucas.

## Algunes publicacions
- Vues illustratives de quelques phenomenes geologiques, prises sur le Vesuve et l'Etna, pendant les annees 1833 et 1834. Berlín, 1836

- «Erläuternde Abbildungen von geologischer Erscheinungen, beobachtet am Vesuv und Aetna 1833 und 1834» Berlín, 1837 (traducido al francés)

- Erläuternde Abbildungen geologischer Erscheinungen, beobachtet am Vesuv und Ätna 1833 und 1834. Berlin 1836

- Über die Natur und den Zusammenhang vulkanischer Bildungen. Braunschweig 1841

- Über die geologische Natur des armenischen Hochlands. Dorpat 1843

- Über die Natronseen auf der Araxesebene. 1846 & 1849

- Über Orographie von Daghestan. 1847

- Meteorologische Beobachtungen in Transkaukasien. 1848 & 1850, u. a.

- «Sur les derniers tremblements de terre dans la Perse septentrionale et dans le Caucase» 1855

- Vergleichende chemische Untersuchungen des Wassers des Kaspischen Meers, des Urmia und Wansees. Petersburg 1856

- Beiträge zur Paläontologie des asiatischen Rußland. Petersburg 1858

- Vergleichende geologische Grundzüge der kaukasisch armenischen und nordpersischen Gebirge. Petersburg 1858

- Über das Steinsalz und seine geologische Stellung im russischen Armenien. Petersburg 1857

- Sur la structure et la. géologie du Daghestan. Petersburg 1862

- Über eine im Kaspischen Meer erschienene Insel, nebst Beiträgen zur Kenntnis der Schlammvulkane der Kaspischen Region. Petersburg 1863

- Geologische Beobachtungen auf Reifen zwischen Kur und Araxes. Petersburg 1867

- «Über krystallinischen Hagel im unteren Kaukasus» Viena, 1879

- Geologische Forschungen in den kaukasischen Ländern. 3 v. Viena, 1878, 1882 y 1887

## Honors

### Epònims
Mineral
- Abichita

Espècies
- (Chenopodiaceae) Halocharis abichii K.Koch[2]